# Paul Rouhana
Paul Rouhana OLM (ur. 13 listopada 1954 w Amszit) – libański duchowny maronicki, od 2012 biskup pomocniczy Dżubby, Sarby i Dżuniji.

## Życiorys
Święcenia kapłańskie otrzymał 27 czerwca 1982 w Zakonie Libańskich Maronitów. Przez wiele lat pracował na uniwersytecie Saint Esprit w Kaslik, był także członkiem i sekretarzem Rady Kościołów Bliskiego Wschodu.
16 czerwca 2012 papież Benedykt XVI zatwierdził jego wybór na biskupa pomocniczego Dżubby, Sarby i Dżuniji i przydzielił mu biskupstwo tytularne Antarados. Chirotonii biskupiej udzielił mu 28 lipca 2012 zwierzchnik Kościoła maronickiego, Béchara Boutros Raï.